# Наумчик, Анастасия Владимировна
Анастасия Владимировна Наумчик (бел. Анастасія Уладзіміраўна Навумчык; род. 11 февраля 1983, Лунинец, Брестская область, в девичестве Шуляк) — белорусская легкоатлетка, специалистка по бегу на короткие дистанции. Выступала за сборную Белоруссии по лёгкой атлетике в 2000-х годах, призёрка первенств национального значения, участница летних Олимпийских игр в Пекине. Мастер спорта Республики Беларусь международного класса.

## Биография
Родилась 11 февраля 1983 года в городе Лунинец Брестской области Белорусской ССР.
Занималась лёгкой атлетикой в местной секции. Окончила факультет физического воспитания Брестского государственного университета (2008).
Впервые заявила о себе на международном уровне в сезоне 2005 года, когда вошла в состав белорусской национальной сборной и выступила на молодёжном европейском первенстве в Эрфурте — бежала здесь 100 и 200 метров, но в финал не вышла.
В 2007 году в эстафете 4 × 100 метров стала шестой на чемпионате мира в Осаке (43,37).
В 2008 году стала второй в эстафете 800 + 600 + 400 + 200 метров на Кубке Европы в помещении в Москве. Благодаря череде удачных выступлений удостоилась права защищать честь страны на летних Олимпийских играх 2008 года в Пекине — в программе эстафеты 4 × 100 метров стартовала вместе с Юлией Нестеренко, Оксаной Драгун и Анной Богданович, но с результатом 43,69 не смогла преодолеть предварительный квалификационный этап.
Рассматривалась в качестве кандидатки на участие в Олимпийских играх 2012 года в Лондоне.
За выдающиеся спортивные достижения удостоена звания «Мастер спорта Республики Беларусь международного класса».